# Іванці (Болгарія)
Іва́нці (болг. Иванци) — село в Кирджалійській області Болгарії. Входить до складу общини Кирджалі.

## Населення
За даними перепису населення 2011 року у селі проживали 146 осіб, з них 145 осіб (99,3%) — турки.
Розподіл населення за віком у 2011 році:
Динаміка населення: